# هنريك إدلاند
هنريك إدلاند (بالنرويجية: Henrik Edland)‏ (مواليد 24 أبريل 1905 - 5 جوان 1984) كان طبيب بيطري نرويجي، ولد في جيسدال. كان أستاذًا في علم التشريح في المدرسة النرويجية للعلوم البيطرية من 1936 إلى 1973، وعمل كعميد هناك من 1951 إلى 1957.